# Výčapy (Vlačice)
Výčapy (německy Witschap) jsou vesnice, část obce Vlačice v okrese Kutná Hora. Přiléhá k východnímu okraji Vlačic. Výčapy leží v katastrálním území Vlačice o výměře 5,26 km².

## Historie
První písemná zmínka o vesnici pochází z roku 1277.

## Další fotografie

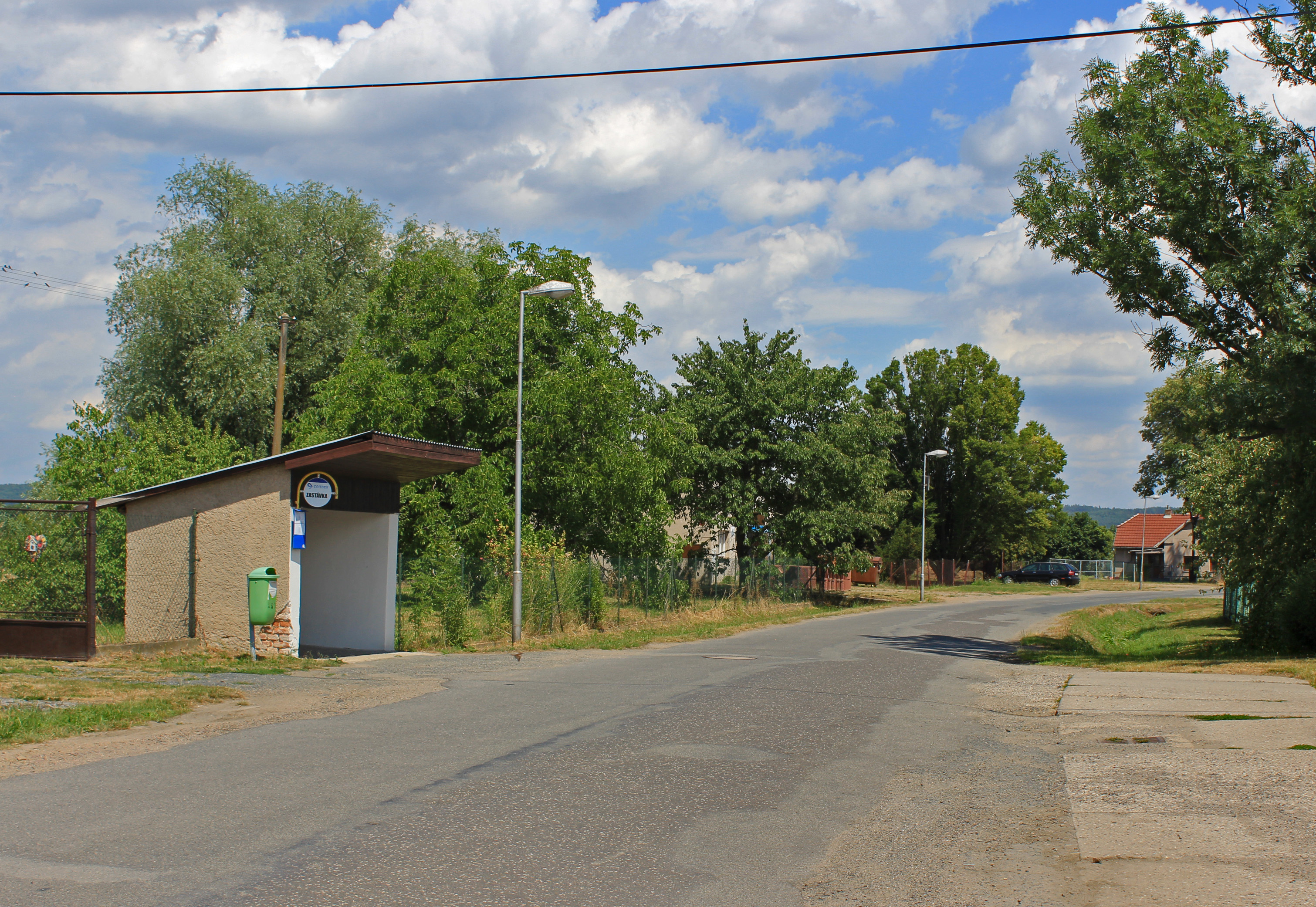
Autobusová zastávka
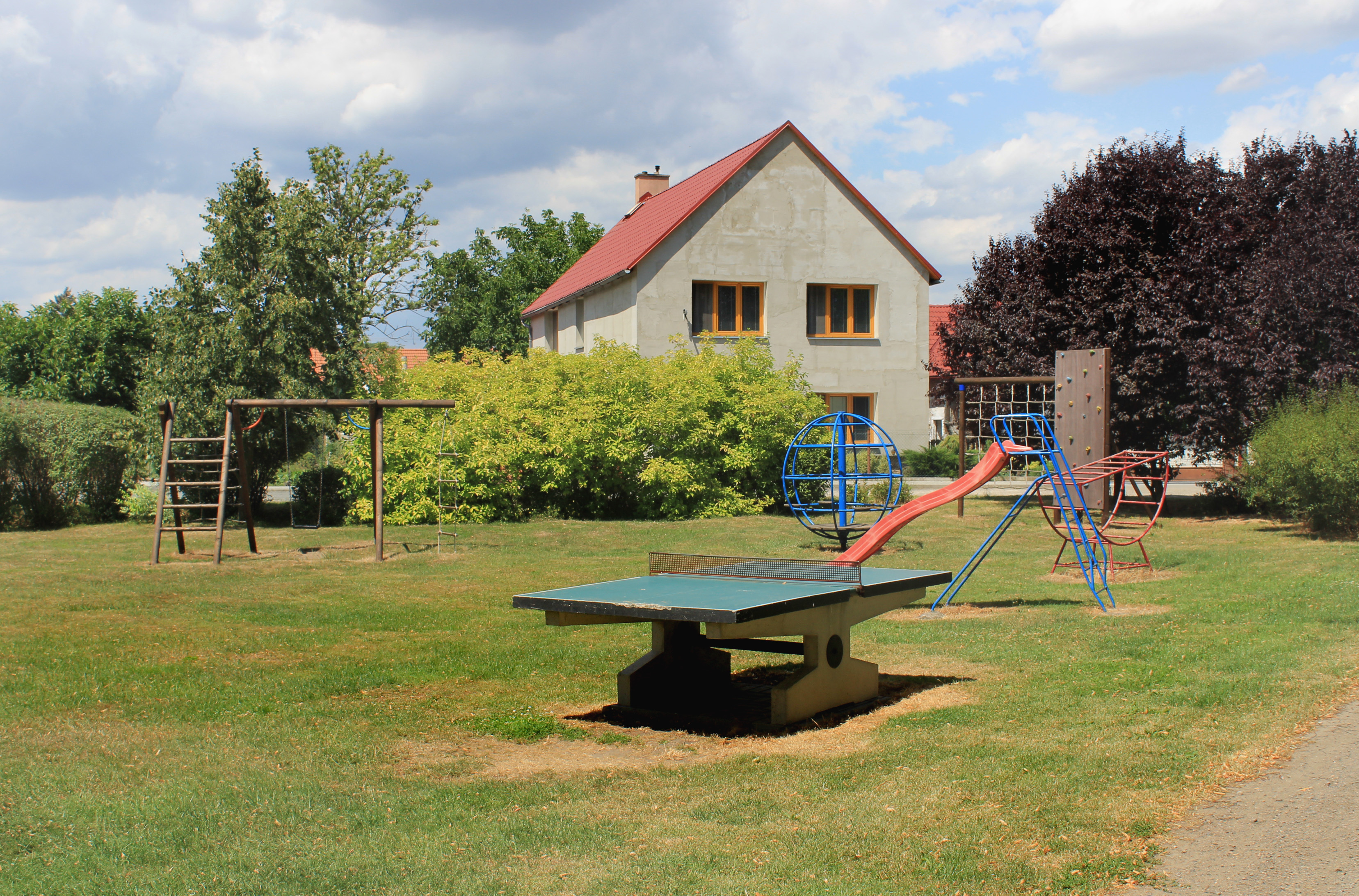
Hřiště na východu vsi
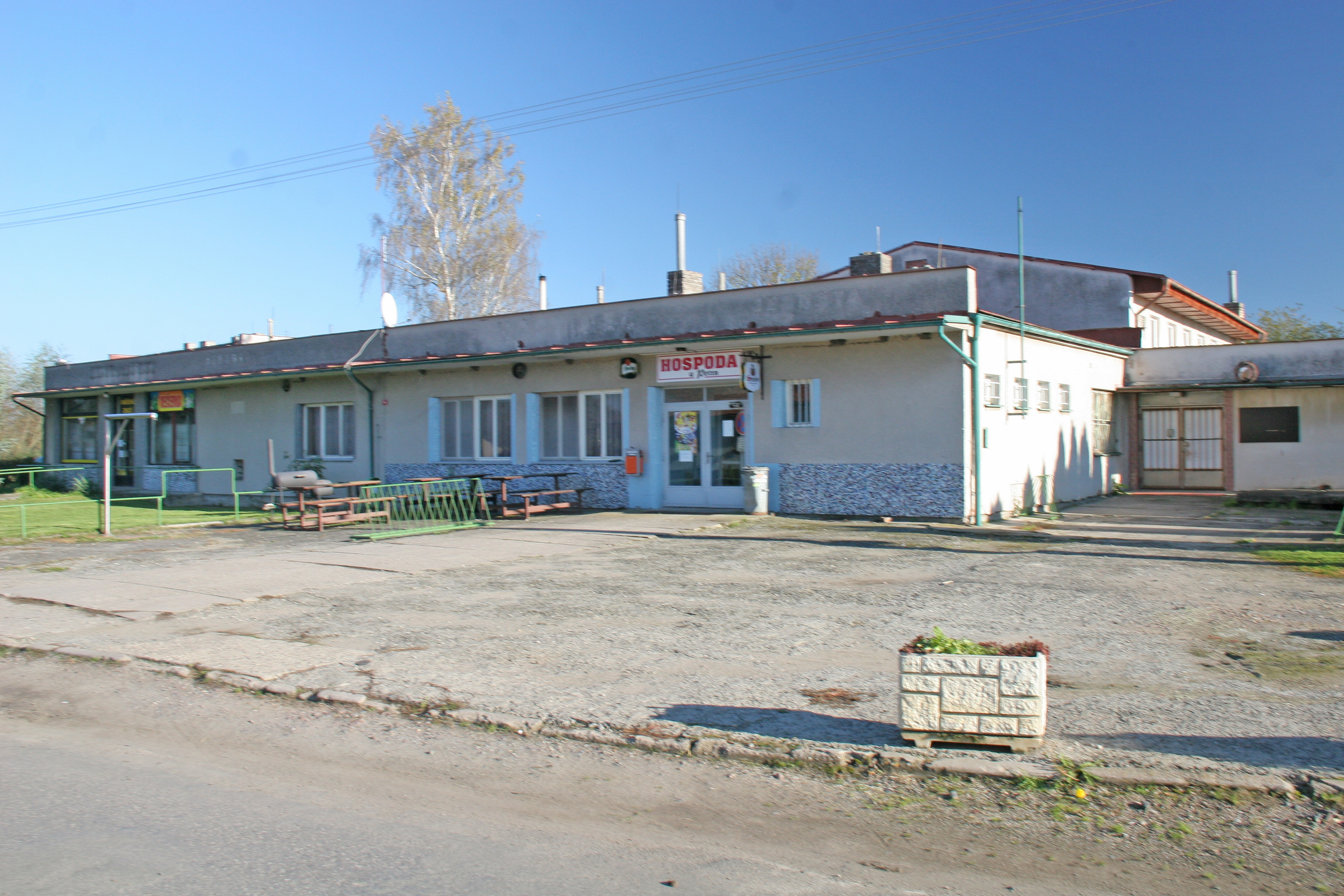
Bývalá hospoda se společenským sálem
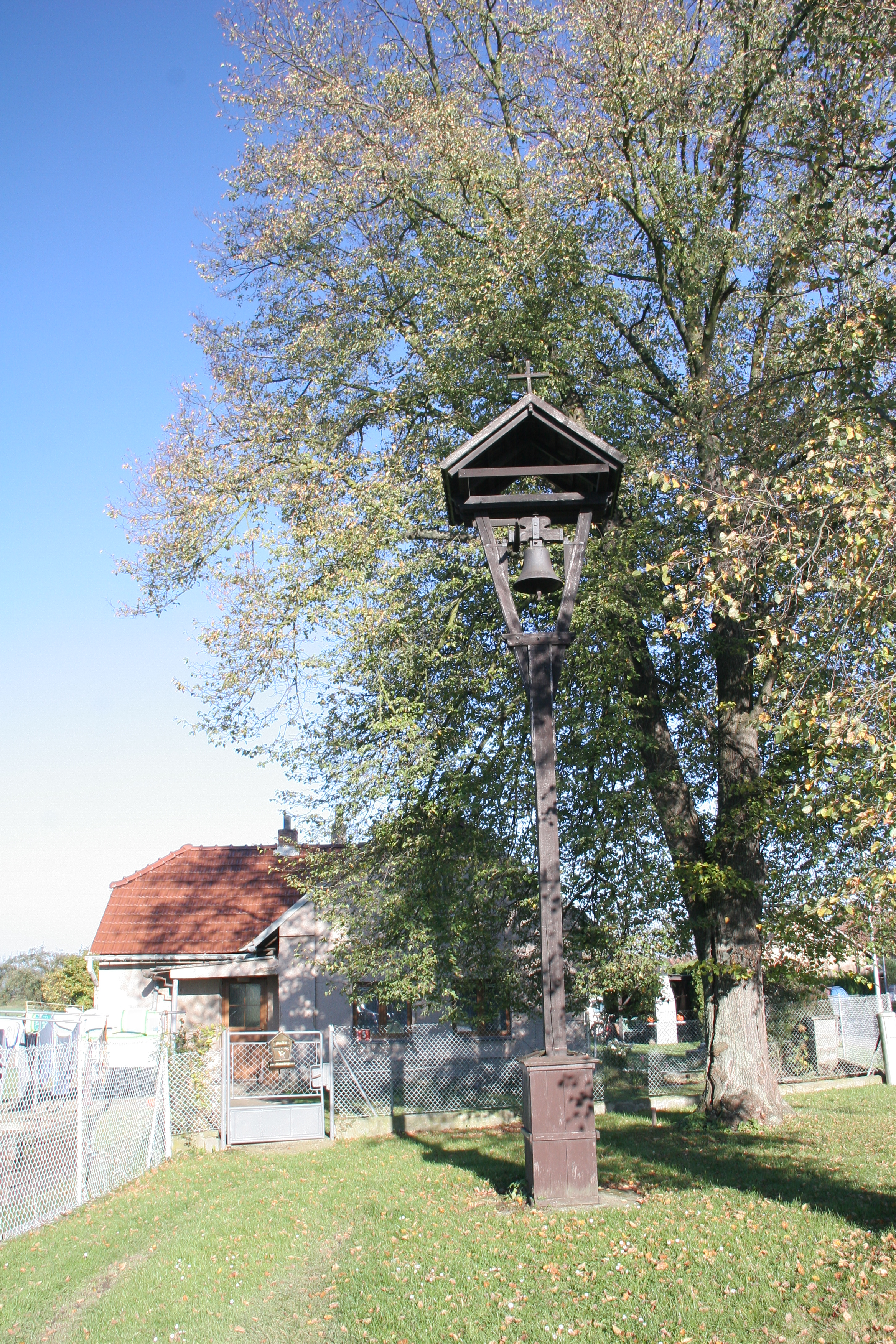
Zvonice